# Muschelkalkhänge der westlichen Saaleplatte
Muschelkalkhänge der westlichen Saaleplatte este o arie protejată (arie de protecție specială avifaunistică — SPA) din Germania întinsă pe o suprafață de 10.824 ha, integral pe uscat.

## Localizare
Centrul sitului Muschelkalkhänge der westlichen Saaleplatte este situat la coordonatele 50°58′13″N 11°33′37″E / 50.9703°N 11.5603°E.

## Înființare
Situl Muschelkalkhänge der westlichen Saaleplatte a fost declarat arie de protecție specială avifaunistică în mai 2007 pentru a proteja 31 de specii de animale.

## Biodiversitate
Situată în ecoregiunea continentală, aria protejată nu include niciun habitat protejat.
La baza desemnării sitului se află mai multe specii protejate de  păsări (31): minunița (Aegolius funereus), fâsă de luncă (Anthus pratensis), ciuf de câmp (Asio flammeus), buha (Bubo bubo), caprimulg (Caprimulgus europaeus), Charadrius dubius curonicus, barză albă (Ciconia ciconia ciconia), barză neagră (Ciconia nigra), prepeliță (Coturnix coturnix), cristeiul de câmp (Crex crex), ciocănitoarea de stejar (Dendrocopos medius), ciocănitoare neagră (Dryocopus martius), presură sură (Emberiza calandra), presură de grădină (Emberiza hortulana), Falco peregrinus peregrinus, șoimul rândunelelor (Falco subbuteo), muscar (Ficedula parva), becațină comună (Gallinago gallinago), ciuvică (Glaucidium passerinum), capîntortură (Jynx torquilla), sfrâncioc roșiatic (Lanius collurio), sfrâncioc mare (Lanius excubitor excubitor), ciocârlie de pădure (Lullula arborea), gaia roșie (Milvus milvus), pietrar sur (Oenanthe oenanthe), viespar (Pernis apivorus), ciocănitoare verzuie (Picus canus), mărăcinar (Saxicola rubetra), mărăcinar negru (Saxicola torquatus), sitar de pădure (Scolopax rusticola), silvie porumbacă (Sylvia nisoria).
Pe lângă speciile protejate, pe teritoriul sitului au mai fost identificate 2 specii de păsări.